# La Maîtresse du président
Pour plus de détails, voir Fiche technique et Distribution.
La Maîtresse du Président est un téléfilm français de Jean-Pierre Sinapi diffusé en 2009. Il conte la liaison amoureuse entre le président de la République Félix Faure et sa maîtresse Marguerite Steinheil.

## Synopsis
Fin du XIXe siècle. Née à Beaucourt (Territoire de Belfort) dans une riche famille industrielle et mère de la petite Marthe, Marguerite Jeanne Japy - dite « Meg » - n'aime pas son mari, le peintre Adolphe Steinheil, qu'elle n'a épousé que par convenance familiale. Belle et dynamique, elle s'est lancée dans la vie parisienne, ce qui attire à son époux - peintre raté - des commandes inespérées.
À Chamonix, Meg rencontre le président de la République Félix Faure. Ce dernier tombe éperdument amoureux d'elle. Devenue sa maîtresse, elle le rejoint régulièrement dans le « salon bleu » du palais de l’Élysée, au grand dépit de Berthe, l'épouse du président. Ce dernier confie à sa maîtresse – devenue sa confidente – plusieurs carnets où il a consigné des secrets d'État. Mais il meurt subitement dans ses bras. Le scandale est public. Dans une atmosphère échauffée par les remous de l'Affaire Dreyfus, Marguerite Steinheil est soupçonnée. Pire, après le décès inexpliqué de sa mère et de son mari, elle est accusée de meurtre. Malgré son accablement, elle affronte la justice et ressort acquittée. Au lieu de détruire les carnets de Félix Faure comme sa mère le lui a demandé, Marthe les remet aux autorités. La rupture entre les deux femmes est consommée...

## Fiche technique
Sauf indication contraire, les informations mentionnées dans cette section peuvent être confirmées par la base de données cinématographiques IMDb,  présente dans la section « Liens externes ».
- Réalisation : Jean-Pierre Sinapi
- Scénario : Valérie Bonnier et Martine Moriconi (adaptation et dialogue)
- Production : Pascale Breugnot
  - Production exécutive : Pascal Wyn
- Photographie : Gérard Simon
- Montage : Laurence Guzzo et Hélène de Luze
- Distribution des rôles : Françoise Menidrey
- Décors : Paul Mercieca
- Costumes : Ève-Marie Arnault
- Musique : Pavane de Gabriel Fauré
- Société de production : Ego Productions
- Société de distribution : France 3
- Pays d'origine :  France
- Genre : drame
- Durée : 80 minutes[1]
- Diffusion originale :
- France : 7 novembre 2009 sur France 3

## Distribution
- Cristiana Reali : Marguerite Steinheil
- Didier Bezace : Félix Faure
- Serge Riaboukine : Adolphe Steinheil
- Canis Crevillén : Marthe Steinheil
- Chantal Neuwirth : Madame Japy
- Nadine Marcovivi : Mariette
- Thierry Gibault : L'avocat général
- Serge Noël : Le Gall
- Christine Gagnieux : Berthe Faure
- Jacques Giraud : Président du jury

## Tournage
Le film fut entièrement tourné à Lyon.